# Мочо (язык)
Мочо (Mocho, Mochó, Mocho’, Motocintleco, Mototzintlec, Motozintleco, Qato’k) — индейский язык (наречие), который принадлежит к западной ветви майяских языков, на котором говорят в деревнях Мотосинтла и Тусантан на мексиканско-гватемальской границе в штате Чьяпас в Мексике. У мочо есть мотосинтлекский и тусантекский (мучу) диалекты. Это два различных диалекта этого языка (Кауфман 1967). Нет взаимопонятности с разновидностями мамских языков (1973 SIL).